# 浅野英之
浅野 英之（あさの ひでゆき、1985年 - ）は、日本の弁護士（第一東京弁護士会）。弁護士法人浅野総合法律事務所代表弁護士。企業法務、労働問題を主要な取扱分野とする。EARLY WING顧問弁護士。一般社団法人日本少子化対策機構理事。

## 略歴
2004年、愛知県立旭丘高等学校卒業、2008年、東京大学法学部卒業。2010年、東京大学大学院法学政治学研究科を修了。司法試験を受け弁護士となった後は、石嵜・山中総合法律事務所へ入所。2015年、浅野総合法律事務所設立（2018年1月より弁護士法人化し、弁護士法人浅野総合法律事務所）。

## 主な著作
- 労務管理は負け裁判に学べ2（労働新聞社、2018年）
- 社労士・弁護士の労働トラブル解決物語（労働新聞社、2019年）
- 社労士・弁護士の労働トラブル解決物語（労働新聞社、2020年）

## 所属
- 日本弁護士連合会
- 第一東京弁護士会